# Anthony Brummet
Anthony Julius "Tony" Brummet (31 de marzo de 1931-8 de junio de 2024) fue un educador y político canadiense en Columbia Británica. Representó a North Peace River desde 1979 hasta 1991 en la Asamblea Legislativa de British Columbia como miembro del Partido Social Credit, sirviendo en el gabinete provincial como Ministro de Tierras, Parques y Vivienda, como Ministro de Medio Ambiente, como Ministro de Energía, Minas y Recursos Petroleros, como Ministro de Estado (Peace River) y como Ministro de Educación.
Nacido en Mendham, Saskatchewan, en 1931, hijo de Gordon F. Brummet y Maria Potter, Brummet fue educado en la Universidad de British Columbia. En 1952, se casó con Audrey A. Smith y vivió en Fort St. John, Columbia Británica. En 1985, se casó con su segunda esposa, Lois, después de que Audrey falleciera de cáncer el año anterior. Fue director de escuela antes de ingresar a la política. Brummet falleció en su casa en Osoyoos, Columbia Británica, el 8 de junio de 2024, a la edad de 93 años.